# Jeong Nan-jeong
Jeong Nan-jeong, född 1506, död 1565, var en koreansk konkubin. Hon var konkubin och politisk rådgivare till Yun Won-hyeong, som var medlem i sin syster drottning Munjeongs förmyndarregering. 